# Leslie Fish
Leslie Fish (New Jersey, 11 maart, jaar onbekend) is een Amerikaanse songwriter, zangeres en schrijfster. Daarnaast is ze anarchiste en fokt ze katten op intelligentie.

## Biografie
Fish werd geboren op 11 maart in New Jersey, haar vader was een tandarts en haar moeder een zangeres. De ouders van Fish waren sociale klimmers volgens Fish. Haar moeders zangstem was belangrijk in hun sociale klasse en om haar stem op niveau te houden trainde ze deze de hele dag door. Fish beweert dan ook eerder te kunnen zingen dan te kunnen spreken. Toen ze drie jaar oud was leerde haar moeder haar lezen. Fish maakte ook al jong kennis met sciencefiction, mogelijk al toen ze zes jaar oud was.
Fish studeerde Engels met een minor in psychologie aan de Universiteit van Michigan. Hier ontmoette ze Mary Frohman, een socialiste die zich later tot het anarchisme zou keren, een pad dat Fish met haar volgde. Van de late jaren 1960 tot begin jaren 1980 zouden zij een relatie onderhouden. Beiden werden lid van de Industrial Workers of the World. Tijdens haar studie begon Fish ook met het fokken van katten. In eerste instantie was dit een project voor haar psychologieminor om intelligentie bij katten vast te stellen. Zij begon daarna met het fokken met de katten die ze bij het project had gebruikt.

## Werk
Fish is bekend van haar muziek en haar geschreven werk. Vanaf de jaren 1970 is zij actief in Star Trek fanfictie. Later schreef zij ook originele boeken. Daarnaast heeft zij een enorme collectie muziek, zij schatte in 1992 al een collectie te hebben opgebouwd van meer dan 300 liedjes, waar zij nog altijd nieuwe nummers aan toevoegde. Hieronder volgt een kleine selectie van haar werk.

### Albums
- Folk Songs for Folk Who Ain't Even Been Yet (met de Dehorn Crew) (1976)
- Solar Sailors (met de Dehorn Crew) (1977) (bevat de immens populaire 'Banned from Argo')[4][5]
- It's Sister Jenny's Turn to Throw the Bomb, (1987)
- Carmen Miranda's Ghost (1989)
- The Undertaker's horse (1991)
- Avalon Is Risen, (2012)

### Boeken
- Dirge for Sabis (1989, samen met C.J. Cherryh, Leslie Fish, Nancy Asire en Mercedes Lackey)
- Of Elven Blood (2017)
- Nobody's Victims (2019)